# Як гартувалася криця (фільм, 1942)
«Як гартувалася криця» — художній фільм, знятий режисером Марком Семеновичем Донським у 1942 році, за однойменним романом Миколи Олексійовича Островського.

## Опис
Фільм Марка Донського є першою екранізацією романа Миколи Островського «Як гартувалася криця». Фільм був знятий і вийшов на екрани в роки німецько-радянської війни. Сумнівні дії молодого революціонера Павки (Павла) Корчагіна, який у боротьбі за радянську владу в Громадянської війни навіть йде проти своєї родини. Зіграв Корчагіна радянський актор Віктор Перест-Петренко. Відразу після зйомок у травні 1943 році пішов на фронт (молодший сержант, командир стрілецького відділення). Після закінчення війни повернувся додому, нагороджений медаллю «За перемогу над Німеччиною».

## В ролях
- Віктор Перест-Петренко — Павло Корчагін
- Данило Сагал — матрос Федір Іванович Жухрай
- Ірина Федотова — Тоня Туманова
- Григорій Аронов — Климка
- Микола Бубнов — Артем Корчагін, старший брат
- Олександр Хвиля — Долинник
- Борис Рунге — Серьожка
- Володимир Балашов — Віктор Лещинський
- Антон Дунайський — петлюрівець-перекладач
- Владислав Красновецький — німецький майор
- Микола Волошин — приятель Лещинського

## Знімальна група
- Автор сценарію: Марк Донський;
- Режисер: Марк Донський;
- Оператор: Борис Монастирський;
- Композитор: Лев Шварц;
- Художник: М. Солоха.

## Прем'єри
Фільм також демонструвався за кордоном:
| Дата                 | Країна | Назва                                       |
| -------------------- | ------ | ------------------------------------------- |
| 28 вересня 1942 року | СРСР   | Як гартувалася сталь                        |
|                      | Греція | Πώς δενότανε τ' ατσάλι                      |
| 10 березня 1944 року | США    | Heroes Are Made, How the Steel Was Tempered |
| 13 березня 1944 року | Швеція | Ukraina i lågor                             |